# 会津鉄道AT-100形気動車
会津鉄道AT-100形気動車 （あいづてつどうAT-100がたきどうしゃ）は、1987年（昭和62年）に5両が製造され、2016年（平成28年）まで使用された会津鉄道の気動車である。
本項では1987年（昭和62年）に5両が製造され、2005年（平成17年）まで使用された同型でトイレ付きのAT-150形気動車、1987年（昭和62年）2両が製造され、2004年（平成16年）まで使用された主要機器・寸法がAT-100形と同一で観光用のAT-200形気動車 についても記載する。

## 概要
1987年（昭和62年）7月に国鉄会津線を第三セクターに転換して開業した会津鉄道が開業に際して投入した気動車である。両運転台、トイレなし、セミクロスシートのAT-100形5両、両運転台、トイレ付、セミクロスシートのAT-150形5両に加え、観光用途での使用を考慮した片運転台、オールクロスシートのAT-200形2両が新潟鐵工所で製造された。各型式の走行装置、車体の基本寸法は同一である。AT-103は2000年（平成12年）にお座敷気動車に改造された。AT-103以外の11両は2001年（平成13年）から2005年（平成17年）にかけて廃車、AT-103は2016年（平成28年）に廃車された。
| 形式         | AT-100      | AT-150      | AT-201        | AT-202        |
| 運転台       | 両側 貫通式 | 両側 貫通式 | 片側 非貫通式 | 片側 非貫通式 |
| 座席         | セミクロス  | セミクロス  | オールクロス  | オールクロス  |
| 便所         | 無          | 有          | 無            | 有            |
| 車両定員     | 100         | 96          | 102           | 98            |
| 座席定員     | 50          | 50          | 56            | 48            |
| 車両質量 (t) | 24.7        | 25.7        | 24.7          | 25.7          |
| 製造数       | 5           | 5           | 1             | 1             |

## 構造

### 車体
新潟鐵工所製の地方交通線用気動車NDCをベースとする。車体長は15,800 mm、乗務員室は左隅式とされ、AT-100形とAT-150形は正面に貫通扉が設けられたが、AT-200形は非貫通式となった。AT-100形、AT-150形にはワンマン運転対応設備が設けられた。客用扉は幅850 mmのものが片側2か所、運転室直後に1か所、反対側の小窓一枚を挟んだ車端にもう1か所が設けられた。AT-200形の運転台と反対側の客用扉は連結面寄りの車端に設けられた。各型式とも乗務員扉は運転席側にのみ設けられた。AT-100形、AT-150形の扉間には上段固定、下段上昇、幅1,200 mmの窓6組、AT-200形では7組が設置されたが、戸袋部に窓はなく、トイレがある車両ではトイレのある側の窓が一組少なくなっている。外部塗装は一般公募による会津地方の四季をイメージした白をベースに窓下に黄緑、山吹色、 緑の帯がまかれたものが採用された。扉は半自動・自動の切換式とされた。AT-100形、AT-150形先頭部に取り付けられた貫通幌は1人での操作が可能な半幌とされ、使用しないときは車体に格納することができる。
AT-100形、AT-150形の車内中央部にはバケットタイプの4人掛けボックスシート8組が設けられ、それ以外の部分はロングシートとなった。乗降口付近のロングシートを取り外してスキー置場とすることができる。AT-200形201には4人掛けボックスシート14組、202には12組が設けられた。AT-200形はイベント対応としてカラオケ用ビデオが設置された。

### 走行装置
エンジンは、 新潟鐵工所製6H13ASディーゼルエンジン（連続定格出力184 kW / 1,900 rpm）を1基搭載、動力は逆転機内蔵のDBR115液体変速機を介して台車に伝達される。前位側台車は粘着引張力増加のため2軸駆動とされた動台車NP120D、後位側は従台車NP120Tで、いずれも住友金属工業製の空気ばね式である。制動装置はJRの気動車との併結や長大編成を考慮し、DE1A自動空気ブレーキが採用された。

### 空調装置
暖房装置はエンジン排熱を利用した温風式である。冷房装置は機関直結式、能力25.6 kW（22,000　kcal/h）のAU26Eが1基搭載された。

## お座敷改造
1999年（平成11年）に運行を開始したAT-301を使用したトロッコ列車が好評だったことから、冬期間も運行できる話題性のあるものとしてAT-103を改造したお座敷列車が導入された。室内は畳敷きをベースとし、通路を挟んで片側が2人掛け、反対側が1人掛けのテーブル付掘りごたつ式となった。通路をふさぎ、テーブルを折りたたむことで平らな畳敷きとすることもできた。運転台は両側とも残されたが、会津若松方の客用扉は撤去された。従来の客室窓は枠ごと撤去され、固定式の大型窓が設けられた。日除けは障子とすることも検討されたが、片側に寄せた際に圧迫感があることから和風柄のカーテンとなった。カラオケが設置され、照明器具は和風の趣のものとなった。会津田島方、運転台と反対側の客用扉の後部に真空式のトイレが設置された。運用上の都合から、会津田島方にのみワンマン運転設備が設けられた。車体塗装はAT-301にあわせ、上半分黄色、下半分黒となった。鬼怒川温泉駅までの乗り入れに備え、2012年（平成24年）2月に、東武鉄道用列車無線、東武用ATS(ATS-TSP)が搭載されるとともに、ATSがATS-SNからATS-Psに交換されている。

## 車歴
| 車両番号 | 製造      | お座敷改造 | 廃車       |
| -------- | --------- | ---------- | ---------- |
| 101      | 1987年5月 | -          | 2005年12月 |
| 102      | 1987年5月 | -          | 2004年12月 |
| 103      | 1987年5月 | 2000年7月  | 2016年6月  |
| 104      | 1987年5月 | -          | 2003年3月  |
| 105      | 1987年6月 | -          | 2005年12月 |
| 151      | 1987年6月 | -          | 2004年12月 |
| 152      | 1987年6月 | -          | 2001年12月 |
| 153      | 1987年6月 | -          | 2005年12月 |
| 154      | 1987年6月 | -          | 2005年12月 |
| 155      | 1987年6月 | -          | 2003年3月  |
| 201      | 1987年6月 | -          | 2004年3月  |
| 202      | 1987年6月 | -          | 2004年3月  |

## 運用
AT-100形・AT-150形は普通列車用として会津鉄道の非電化区間で運用された。AT-200形は当初は快速列車に運用されたが、キハ8500系が導入されると普通列車用となり、ワンマン運転対応に改造の上、1両ずつAT-100形・AT-150形と編成を組んで運用された。
お座敷改造されたAT-103は、当初はAT-301と組んだ2両編成で「お座トロ列車」として、AT-400形の導入後は301 – 103 – 401の3両編成で「お座トロ展望列車会津浪漫号」として運転された。お座トロ展望列車編成は2003年（平成15年）7月12日、13日には阿武隈急行に貸し出され、保原駅 - 槻木駅間で各日2往復運転された。
2001年（平成13年）以降、AT-500形・AT-550形、AT-600形・AT-650形への置き換えに伴う廃車が始まり、2005年（平成17年）までにお座敷改造されたAT-103を除く全車両が廃車となった。
AT-103はその後も運用が続けられたが、2016年（平成28年）6月に運用を終了し廃車となった。これにより本系列は形式消滅した。

### 書籍
- 寺田 祐一『私鉄気動車30年』JTBパブリッシング、2006年。ISBN 4-533-06532-5。

### 雑誌記事
- 『鉄道ジャーナル』通巻250号（1987年8月・鉄道ジャーナル社）
  - 「新型車両プロフィールガイド 会津鉄道AT-100/150/200形」 pp. 108-109
  - 鉄道ジャーナル編集部「会津鉄道AT-100/150/200形」 pp. 114-116

- 『鉄道ピクトリアル』通巻496号「新車年鑑1988年版」（1988年5月・電気車研究会）
  - 「’87年のニューフェイス 民鉄車両編」 pp. 13-19
  - 藤井信夫、大幡哲海、岸上明彦「各社別車両情勢」 pp. 118-133
  - 会津鉄道（株）新田彌「会津鉄道AT100形、AT200形」 pp. 137
  - 「車両諸元表」 pp. 215-216
  - 「竣工月日表」 pp. 216-226

- 『鉄道ピクトリアル』通巻658号「<特集> レールバス」（1998年9月・電気車研究会）
  - 「第三セクター・私鉄向け 軽快気動車の発達 新潟鉄工所 NDC」 pp. 32-35
  - 高嶋修一「第三セクター・私鉄向け軽快気動車の系譜」 pp. 42-55

- 『鉄道ピクトリアル』通巻708号「新車年鑑2001年版」（2001年10月・電気車研究会）
  - 藤井 信夫、大幡 哲海、岸上 明彦「各社別車両情勢」 pp. 93-109
  - 会津鉄道（株）運輸部 佐藤啓一「AT-100形103お座敷改造」 pp. 113-114
  - 「車両諸元表」 pp. 173-174
  - 「2000年度 車両動向」 pp. 175-183

- 『鉄道ピクトリアル』通巻723号「鉄道車両年鑑2002年版」（2002年10月・電気車研究会）
  - 「2001年度車両動向」 pp. 190-200

- 『鉄道ピクトリアル』通巻738号「鉄道車両年鑑2003年版」（2003年10月・電気車研究会）
  - 岸上 明彦「2002年度民鉄車両動向」 pp. 109-130
  - 会津鉄道（株）運輸部 佐藤啓一「会津鉄道 AT-400形」 pp. 135-137
  - 「各社別新造・改造・廃車一覧」 pp. 208-219

- 『鉄道ピクトリアル』通巻753号「鉄道車両年鑑2004年版」（2004年10月・電気車研究会）
  - 岸上明彦「2003年度民鉄車両動向」 pp. 120-140
  - 「各社別新造・改造・廃車一覧」 pp. 216-227

- 『レイルマガジン』通巻250号（2004年7月・ネコ・パブリッシング）
  - 寺田 祐一「私鉄・三セク気動車 141形式・585輌の今!」 pp. 4-50

- 『鉄道ピクトリアル』通巻767号「鉄道車両年鑑2005年版」（2005年10月・電気車研究会）
  - 岸上 明彦「2004年度民鉄車両動向」 pp. 116-141
  - 「各社別新造・改造・廃車一覧」 pp. 214-239

- 『鉄道ピクトリアル』通巻767号「鉄道車両年鑑2006年版」（2006年10月・電気車研究会）
  - 岸上 明彦「2005年度民鉄車両動向」 pp. 118-140
  - 「各社別新造・改造・廃車一覧」 pp. 205-220

- 『鉄道ピクトリアル』通巻868号「鉄道車両年鑑2012年版」（2012年10月・電気車研究会）
  - 岸上 明彦「2011年度民鉄車両動向」 pp. 86-119
  - 「各社別新造・改造・廃車一覧」 pp. 220-231

### Web資料
- “会津鉄道で”さよならAT-103号”運転”.   railf.jp (2016年6月6日). 2017年3月2日閲覧。